# Teresa Riesgo Alcaide
Teresa Riesgo Alcaide (Madrid, 1965) es una ingeniera industrial e investigadora española en tecnología electrónica, profesora y catedrática en la Universidad Politécnica de Madrid (UPM). Desde 2020, es la secretaria general de Innovación del Gobierno de España. Anteriormente, entre 2018 y 2020 estuvo al frente de la Dirección General de Investigación, Desarrollo e Innovación.

## Trayectoria
Riesgo estudió en la Escuela Técnica Superior de Ingenieros Industriales (Universidad Politécnica de Madrid), se graduó ingeniera en 1990 y doctora ingeniera por la Universidad Politécnica de Madrid en 1996. Desde 1998 es profesora titular de Universidad y desde 2003 es Catedrática de la Universidad Politécnica de Madrid (UPM), en el área de Tecnología Electrónica. Como investigadora ha colaborado en cerca de 60 proyectos tanto nacionales como internacionales en el ámbito de la innovación y desarrollo de la investigación y algunos en cooperación con empresas industriales. Riesgo ha publicado más de 200 artículos científicos, participando en congresos internacionales, y desarrolla actividades investigadoras en el ámbito de la tecnología electrónica, ingeniería eléctrica e informática industrial en revistas y actas de congresos internacionales. La especialización en desarrollos de electrónica para Internet de las cosas (IoT), así como sistemas de hardware reconfigurable y diseño de sistemas embebidos son los campos de investigación de Riesgo.
Riesgo ha desarrollado cargos en la Universidad Politécnica de Madrid, fue Subdirectora de Investigación y Relaciones Internacionales de 2006 a 2007, directora del Centro de Electrónica Industrial desde 2007 a 2011 o directora del Departamento de Automática, Ingeniería Eléctrica y Electrónica e Informática Industrial entre 2014 y 2018. En 2018 fue nombrada directora general de investigación, desarrollo e innovación en el Ministerio de Ciencia, Innovación y Universidades.
Riesgo asumió la Dirección General de Investigación, Desarrollo e Innovación entre 2018 y enero de 2020, cargo ministerial que tiene entre sus funciones el fomento de la Innovación mediante acciones como compra pública innovadora, promover deducciones fiscales en actividades de investigación, desarrollo e innovación (I+D+i), impulsar Centros Tecnológicos, o promocionar redes de trabajo, así como elaborar planes de I+D+i, o desarrollar Sistemas de Información sobre Ciencia, Tecnología e Innovación (SICTi).
La reforma ministerial de enero de 2020 la llevó a ocupar la Secretaría General de Innovación, siendo además presidenta del Centro para el Desarrollo Tecnológico Industrial. (CDTI)

## Obras seleccionadas

### Tesis
- 1996 Modelado de fallos y estimación de los procesos de validación funcional de circuitos digitales descritos en VHDL sintetizables.[7]

### Libros
- 2011 Control digital basado en FPGA para convertidores conmutados. Aplicación a convertidores CA/CC y CC/CC. En colaboración con Ángel de Castro y Óscar García Suárez.[8]
- 2011 Plataforma modular e interfaces para redes de sensores inalámbricas. En colaboración con Jorge Portilla Berrueco y Ángel de Castro.[9]

## Reconocimiento
- 2018 a enero de 2020 fue Directora General de Investigación, Desarrollo de Innovación.[10]